# Чрни Кал
Чрни Кал (словен. Črni Kal, итал. San Sergio је насељено место у општини Копар у покрајини Приморска која припада Обално-Крашкој регији у Републици Словенији.

## Географија
Насеље Чрни Кал, налази се поред пута Копар-Козина на надморској висини од 230 метара, а протеже се на површини од 1,5 км2.

## Становништво
По попису становништва 2011. године, Чрни Кал је имао 207 становника.
| Број становника по пописима | Број становника по пописима | Број становника по пописима |
| --------------------------- | --------------------------- | --------------------------- |
| 223                         | 191                         | 207                         |